# Badminton-Jugendeuropameisterschaft 2005
Die Badminton-Jugendeuropameisterschaft 2005 für Sportler der Altersklasse U17 fand vom 21. bis zum 25. September 2005 in Brno in Tschechien statt. Es wurde nur der Wettbewerb für gemischte Mannschaften ausgetragen. Es war die erste Austragung der Badminton-Jugendeuropameisterschaft.

## Sieger und Platzierte
| Disziplin | Gold | Silber   | Bronze  |
| --------- | --- | -------- | ------- |
| Teams     | Dänemark (Kamilla Hermansen, Camilla Overgaard, Anne Hald, Anne Skelbæk, Mikkel Elbjørn, Martin Baatz Olsen, Dennis Prehn, Anders Skaarup Rasmussen) | Russland | Spanien |

## Endstand
- 1.  Dänemark
- 2.  Russland
- 3.  Spanien
- 4.  Belgien
- 5.  Schottland
- 6.  Österreich
- 7.  Türkei
- 8.  Polen
- 9.  Slowakei
- 10.  Schweiz
- 11.  Ukraine
- 12.  Tschechien
- 13.  Kroatien
- 14.  Estland
- 15.  Irland
- 16.  Norwegen
- 17.  Slowenien
- 18.  Wales
- 19.  Ungarn
- 20.  Italien
- 21.  Litauen
- 22.  Zypern
- 23.  Portugal
- 24.  Lettland